# Francesco Maria II della Rovere

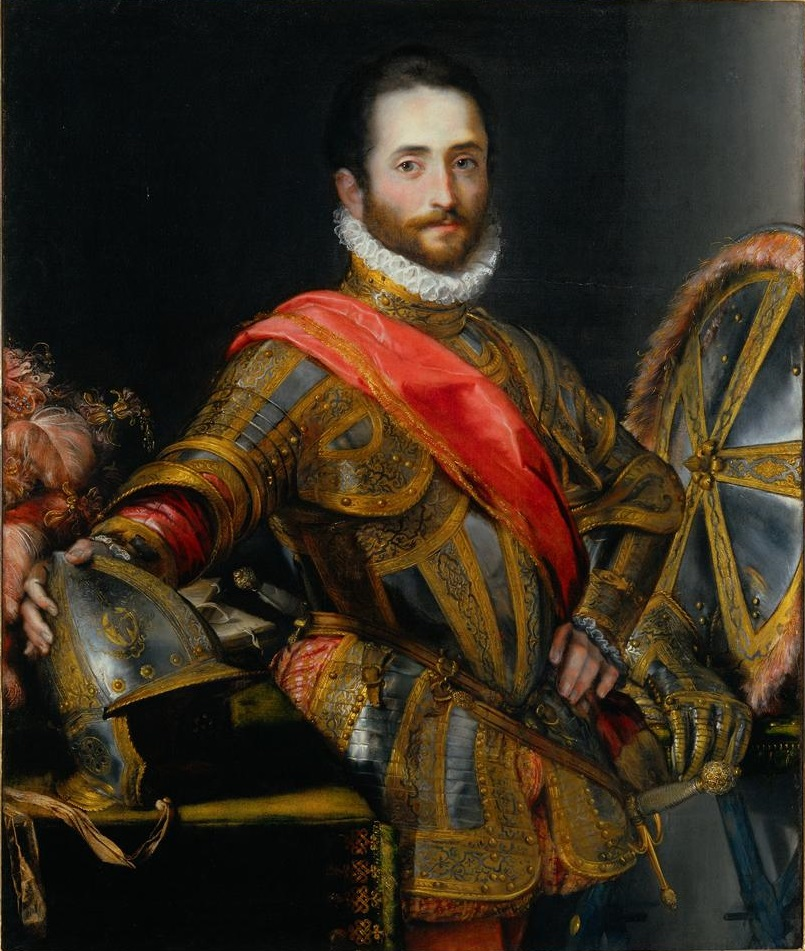
Francesco II della Rovere, laatste hertog van Urbino

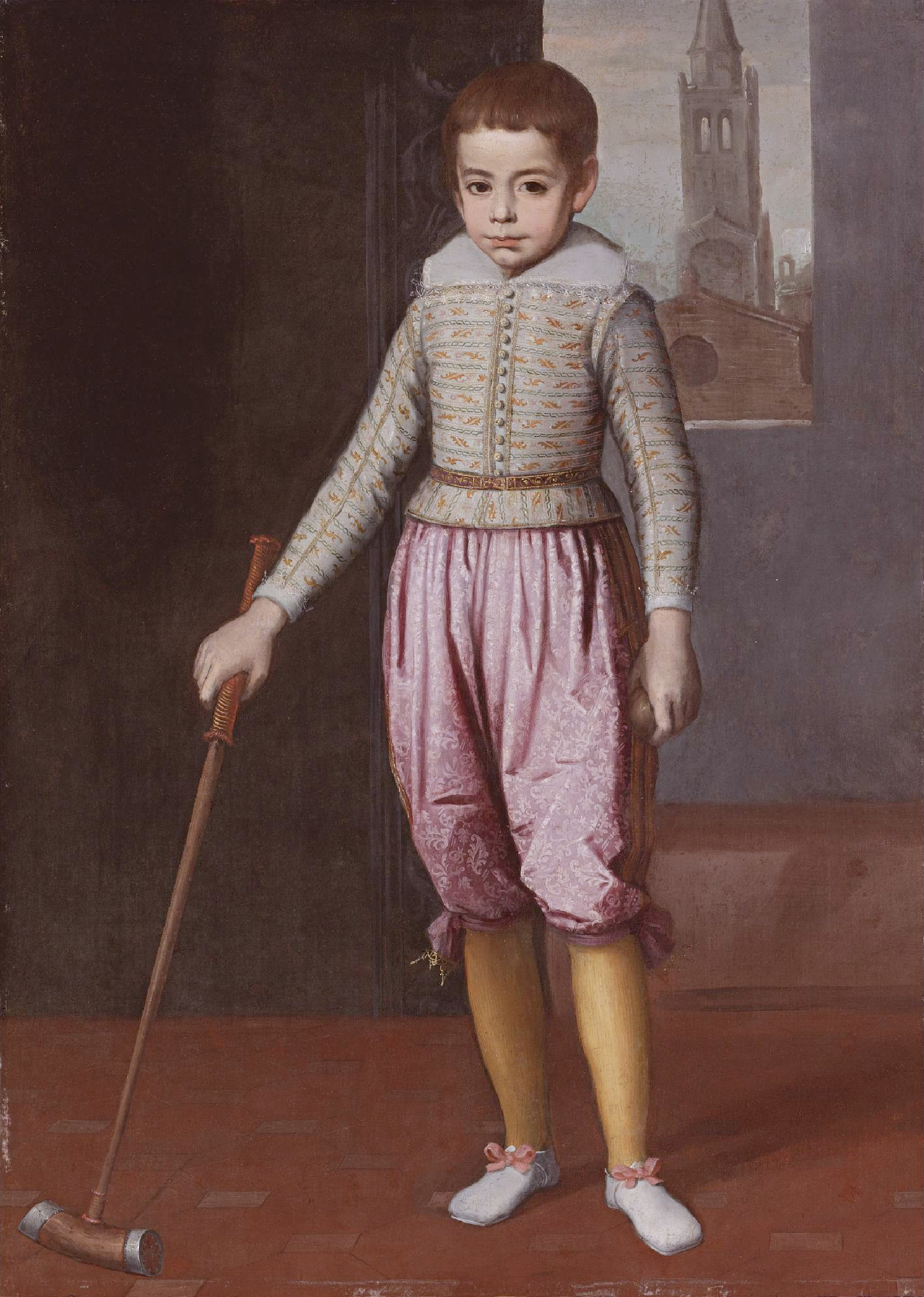
Zijn zoon, Federico Ubaldo della Rovere, regeerde 1621-1623.

Francesco Maria II della Rovere (Pesaro, 20 februari 1549 – Urbania, 23 april 1631) was de laatste hertog van Urbino, alvorens Urbino deel werd van de Pauselijke Staat (1631). Hij regeerde in de periodes 1574-1621 en 1623-1631.

## Levensloop

### Jonge jaren
Rovere werd geboren als heer van Pesaro, in Pesaro, in 1549. Hij was een zoon van Guidobaldo II della Rovere, hertog van Urbino, en Vittoria Farnese. Van 1565 tot 1568 werd de jonge della Rovere opgevoed aan het Spaanse hof. Zijn vader dwong hem terug te keren naar Urbino toen hij huwelijksplannen smeedde met een Spaanse edeldame (1568). Zijn vader verzette zich tegen zulk huwelijk en zocht een andere vrouw voor hem. In 1570 huwde della Rovere met de 14 jaar oudere Lucrezia d’Este (1535-1598). Lucrezia was een dochter van Ercole II d'Este.
Della Rovere vocht in de Slag bij Lepanto; zijn regiment met soldaten uit het hertogdom Urbino vocht aan de zijde van de Spanjaarden (1571).

### Eerste regering
In 1574 volgde della Rovere zijn vader op als hertog van Urbino. Het huwelijk met Lucrezia bleef kinderloos en hij scheidde van haar (1576). Na de dood van Lucrezia (1598) hertrouwde hij (1599) met Livia della Rovere (1585-1641). Livia was zijn nicht en 36 jaar jonger dan hij. Paus Clemens VIII gaf met tegenzin dispensatie voor dit huwelijk. Clemens VIII wenste immers al lang het hertogdom Urbino te voegen bij de Pauselijke Staat. Hij uitte de bedreiging tegenover della Rovere dat Urbino pauselijk bezit zou worden bij gebrek aan mannelijke troonopvolgers. In 1605 werd hun enige zoon geboren, Federico Ubaldo.

### Hertogje
In 1621 - de kroonprins was 16 jaar - deed della Rovere troonsafstand ten gunste van hem. Federico Ubaldo kreeg de bijnaam duchino of hertogje en trouwde onmiddellijk met Claudia de’ Medici. De keuze van della Rovere voor een schoondochter uit het groothertogdom Toscane was ingegeven om de druk van de paus weg te houden uit Urbino. Della Rovere meende dat het Huis de’ Medici wel zulke tegendruk kon geven. Della Rovere liet verder het bestuur over aan Federico Ubaldo door zich terug te trekken in zijn favoriete paleis, dat van Casteldurante. Zijn tijd besteedde della Rovere aan het lezen van boeken, zijn favoriete bezigheid. Twee jaar later stierf zijn zoon onverwacht op de leeftijd van 18 jaar. Een lakei trof hem dood aan met schuim op de lippen. De artsen stelden vast dat het om een zware aanval van epilepsie ging. De Venetiaanse diplomaten in Rome beweerden dat Federico Ubaldo vergiftigd was door de Medicis, die zich wilden ontdoen van het hertogdom Urbino. Het hertogdom Urbino werd weliswaar bestuurd door een verwante van de Medici maar zou diplomatiek te heikel worden voor hen. Federico Ubaldo liet enkel een dochtertje na, Vittoria della Rovere (1622-1694).

### Tweede regering
Het was de bisschop van Pisaro, Malatesta Baglioni, die het overlijden meldde aan della Rovere. Deze keerde onmiddellijk terug op de troon als hertog van Urbino (1623). De dreigingen vanuit Rome namen toe want paus Urbanus VIII werd ongeduldig om Urbino te annexeren. De paus liet dit via de aartsbisschop van Urbino duidelijk weten. Della Rovere had de annexatie van het naburige hertogdom Ferrara meegemaakt. Hij kwam tot de slotsom dat er niets anders over bleef dan zijn hertogdom te schenken aan Urbanus VIII. Dit werd in zijn testament opgesteld in 1624. De paus begon met discussies over de inboedel van de kastelen in Urbino. Hertog Della Rovere stierf uiteindelijk in 1631, 82 jaar oud, waarna het testament werd uitgevoerd. Paus Urbanus VIII annexeerde zo het hertogdom Urbino. Venetiaanse diplomaten in Rome stelden dat met de dood van della Rovere Italië een machtige dynastie verloor.
De schilderijen van de hertogelijke kastelen belandden bij Vittoria della Rovere, zijn enige kleindochter. Vittoria was gehuwd met een de’ Medici, Ferdinando II de' Medici. De schilderijen kwamen via haar terecht in de Uffizi, in Florence.
De paus weerstond aan de eisen van zijn eigen familie om het pauselijk hertogdom Urbino te verlenen aan een van hen. Urbino werd verder door pauselijke ambtenaren bestuurd.